# 柬埔寨公民签证要求
柬埔寨公民签证要求，是指世界各国家和地区对柬埔寨公民的签证要求。
在2024年5月3日亨氏護照指数发布的亨利護照指數2024年5月全球排名中第86名，世界上一共有56个国家和地区对柬埔寨公民实行免事先申請签证待遇。

## 签证要求地图

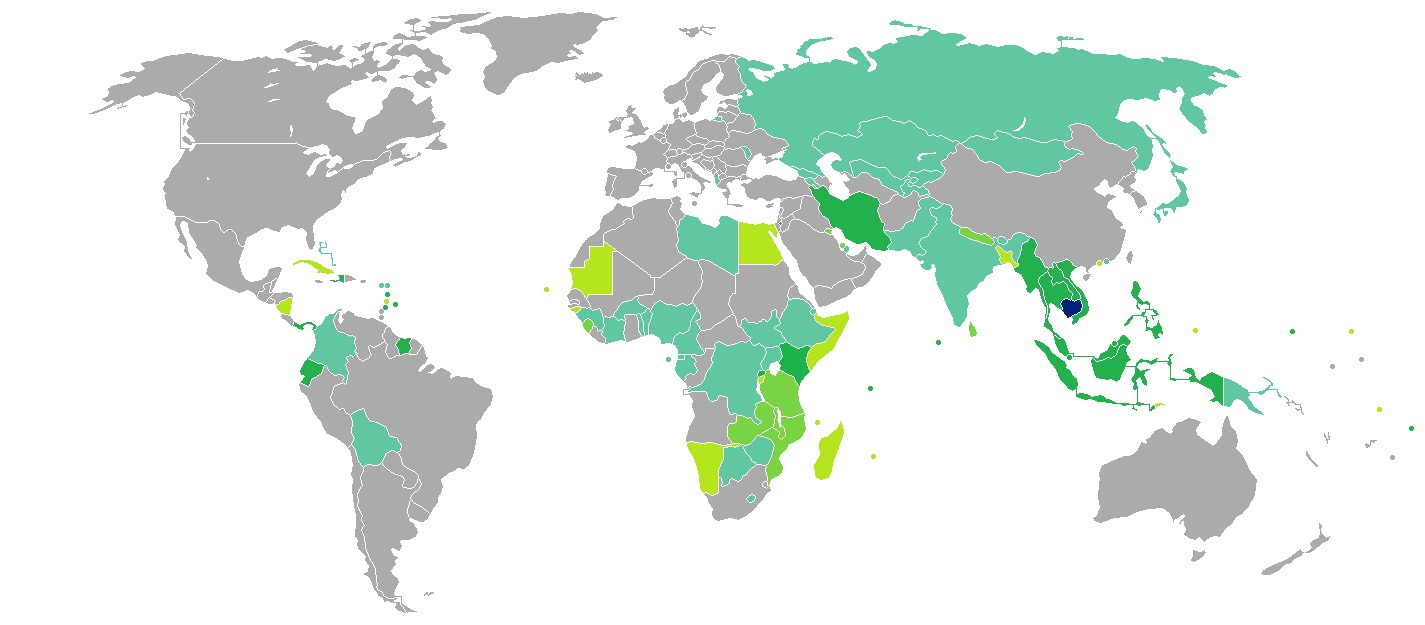
柬埔寨公民签证要求

## 实行免签证及落地签政策国家和地区

### 亚洲
| 国家和地区 | 停留期 | 备注  |
| ---------- | ------ | ----- |
|            | 14天   | [ 2 ] |